# Игнатьев, Григорий Игнатьевич
Григо́рий Игна́тьевич Игна́тьев (23 января 1901, Амануры, Козьмодемьянский уезд, Казанская губерния, Российская империя — 20 июня 1985, Красное Селище, Горномарийский район, Марийская АССР, РСФСР, СССР) — марийский советский государственный и хозяйственный деятель. Председатель колхоза д. Красное Селище Еласовского / Горномарийского района Марийской автономной области / Марийской АССР (1931—1941, 1945—1959). Первый в Марийском крае кавалер ордена Ленина (1935). Депутат Верховного Совета СССР I созыва (1937—1946). Участник Гражданской и Великой Отечественной войн. Участник парада Победы в Москве (24 июня 1945).

## Биография
Родился 23 января 1901 года в дер. Амануры ныне Горномарийского района Марий Эл в небогатой крестьянской семье.
Окончил 2-классную школу в родной деревне, в 1919 году поступил в Краснококшайский педагогический техникум.
В 1920—1921 годах — участник Гражданской войны на стороне «красных»: воевал с белополяками, с Врангелем, форсировал воды Сиваша на Крымском перешейке.
В 1931—1941 годах руководил колхозом в д. Красное Селище Еласовского района Марийской автономной области / Марийской АССР. За успехи в колхозном строительстве в 1935 году первым в Марийской автономной области был награждён орденом Ленина и был избран делегатом II Всесоюзного съезда колхозников-ударников.
В 1937–1946 годах избирался депутатом Верховного Совета СССР I созыва, был членом Совета старейшин. 
В 1939 году окончил Военно-ветеринарную академию РККА. В 1942 года добровольцем пошёл на фронт. Участник Великой Отечественной войны, старший лейтенант. 
24 июня 1945 года стал участником парада Победы в Москве. Награждён орденом Отечественной войны II степени и медалями.
После войны, в 1945—1959 годах — вновь председатель колхоза д. Красное Селище Еласовского района / Горномарийского района Марийской АССР. В 1958 году заложил здесь яблоневый питомник.
Ушёл из жизни 20 июня 1985 года в дер. Красное Селище Горномарийского района Марийской АССР. Похоронен на Сурском кладбище Горномарийского района Марий Эл.

## Награды
- Орден Ленина (1935)[2][3]
- Орден Отечественной войны II степени (1985)[2][3]
- Медаль «В ознаменование 100-летия со дня рождения Владимира Ильича Ленина»

## Память
В 1936 году его имя было включено в эпическую поэму «Песнь о богатыре Чоткаре», посвящённую 15-летию образования Марийской автономной области в форме послания И. В. Сталину.